# Justin Verlander
Justin Brooks Verlander (* 20. Februar 1983 in Manakin-Sabot, Virginia) ist ein US-amerikanischer Baseballspieler, der in der Major League Baseball (MLB) als Starting Pitcher für die Houston Astros aufläuft. Mit den Astros gewann er 2017 und 2022 die World Series.

## Karriere
Verlander ging von 2002 bis 2004 zur Old Dominion University, wo er für die Monarchs spielte. Dort stellt er einen neuen Konferenzrekord für Strikeouts auf. Bei den Pan American Games 2003 gewann er mit dem Team der USA die Silbermedaille.
Verlander wurde als zweiter Pick überhaupt von den Tigers in der ersten Runde des MLB Draft 2004 gedraftet. Im Jahr 2006 wurde er zum American League Rookie of the Year ernannt. Zudem war Verlander 2007, 2009, 2010 und 2011 Teil des American League All-Star-Teams.
Am 12. Juni 2007 pitchte er einen No-Hitter gegen die Milwaukee Brewers, indem er 12 Strikeouts erzielte und lediglich 4 Walks abgab. Dies war der erste No-Hitter im 2000 errichteten Comerica Park, dem Stadion der Detroit Tigers. Zudem war es erst der sechste No-Hitter eines Tigers-Pitchers in der Geschichte des Klubs. Der erste Pitch gegen den letzten Schlagmann der Brewers wurde mit 102 Meilen pro Stunde (164 km/h) gemessen.
Am 7. Mai 2011 gelang Verlander der zweite No-Hitter seiner Karriere in Toronto gegen die Toronto Blue Jays. Er gab nur einen Walk ab und erzielte vier Strikeouts. Zudem war es der siebte No-Hitter in der Geschichte der Detroit Tigers.
Am letzten Tag des erlaubten Wechsel-Zeitraums der Saison 2017, wechselte Verlander zu den Houston Astros. Dort gelangen ihm in fünf Regular Season-Spielen, fünf Siege bei einem ERA vom 1,06. In der Postseason war er maßgeblich am späteren World Series-Erfolg seines Teams beteiligt, holte zwei Siege sowohl in der ALDS, als auch in der ALCS. Dabei wurde ihm der ALCS MVP-Titel verliehen. Obwohl er in der World Series eine solide Leistung brachte und einen ERA von 3,75 pitchte, muss er weiter auf seinen ersten World Series-Win warten. Trotzdem konnte er später mit den Houston Astros den ersten World Series-Titel seiner Karriere feiern.
Knapp acht Jahre nach seinem zweiten No-Hitter gelang Verlander am 1. September 2019 sein dritter No-Hitter als Starting Pitcher der Houston Astros gegen die Toronto Blue Jays. Verlander warf in diesem Spiel 120 Pitches, erzielte 14 Strikeouts und gab nur einen Walk ab. Er ist erst der sechste Pitcher in der Geschichte der MLB, dem drei Karriere-No-Hitter gelangen. In Spiel 2 der World Series 2019 erreichte er seinen 200 Postseason-Strikeout und ist damit alleiniger Rekordhalter in dieser Kategorie.
In der Saison 2020 gelangen Justin weitere 5 Strikeouts während der Postseason (in Summe also 205), jedoch gelang dies mittlerweile auch Clayton Kershaw von den LA Dodgers, welcher sich mit 207 Postseason-Strikeouts den Rekord in dieser Kategorie sicherte.
Ende 2020 wurde Verlander am Ellen-Seitenband des Ellenbogens operiert, woraufhin er die komplette Saison 2021 aussetzen musste. Im November 2021 verlängerte er seinen Vertrag mit den Astros um ein Jahr und eine Spieleroption für ein weiteres Jahr; jeweils zu einem Jahresgehalt von 25 Millionen Dollar.
Am 7. Dezember 2022 unterzeichnete Verlander einen Zweijahresvertrag über 86,7 Millionen US-Dollar. mit den New York Mets, mit einer Vesting-Option von 35 Millionen US-Dollar für 2025.
Mit einem durchschnittlichen Jahreswert von 43,3 Millionen US-Dollar erreichte der Vertrag den Rekord für den höchsten AAV in der MLB-Geschichte mit dem Vertrag von Teamkollege Max Scherzer, der in der Nebensaison 2021 unterzeichnet wurde. Am 30. März gaben die Mets bekannt, dass sie Verlander mit einer „minderwertigen Teres-Major-Belastung“ auf die 15-Tage-Verletztenliste gesetzt haben. Sein Debüt gab er 2023 gegen sein ehemaliges Team, die Detroit Tigers. Am 10. Mai 2023 schlug Verlander sieben Schlagmänner in sieben Innings beim 2:1-Sieg über die Cincinnati Reds. Mit dem Sieg war Verlander der 21. Major-League-Pitcher, der alle 30 Teams besiegte. Am 30. Juli 2023 errang Verlander mit dem 5:2-Sieg der Mets über die Washington Nationals seinen 250. Major-League-Sieg. Er war nach CC Sabathia erst der zweite Pitcher, der im 21. Jahrhundert debütierte und 250 Siege erzielte. Bei seinem letzten Start im Mets-Trikot erlaubte Verlander einen Run in 5⅓ Innings und wurde damit der 49. Major-League-Spieler, der 250 Siege erzielte.

### Houston Astros (2023–heute, zweiter Stint)
Am 1. August 2023 kehrte Verlander in einem Tausch zu den Astros zurück, bei dem die Mets ihn im Austausch gegen die Outfield-Interessenten Drew Gilbert und Ryan Clifford sowie gegen Bargeld schickten. Verlanders erster Saisonstart am 11. August im Minute Maid Park gegen die Angels war gleichzeitig der 500. Start seiner Karriere. Verlander war der 50. Pitcher in der Geschichte – neben dem ehemaligen Astros-Teamkollegen Zack Greinke als einziger aktiver Pitcher – der die Gesamtzahl erreichte. Am 27. August feierte Verlander im Comerica Park seinen 100. Karrieresieg und war damit der 36. Pitcher, der so viele Spiele in einem einzigen Stadion gewann. Er traf zum letzten Mal auf seinen langjährigen Tigers-Teamkollegen Miguel Cabrera, da Cabrera nach der Saison in den Ruhestand gehen würde. Am 25. September erzielte Verlander seinen besten Start in die Saison 2023, indem er acht Innings warf, dabei nur einen Run aufgab und acht Batters ausschaltete, was einen entscheidenden 5:1-Sieg über die Seattle Mariners bedeutete. Viele betrachteten dies als eine saisonrettende Leistung für die Astros, die gerade eine 3:9-Phase hinter sich hatten, in der es Serienniederlagen gegen die Oakland A's und Kansas City Royals mit jeweils 100 Niederlagen gab. Am 30. September warf Verlander 5 Innings Shutout Ball gegen die Arizona Diamondbacks in einem knappen 1:0-Sieg und verhalf den Astros damit zum siebten Mal in Folge zu einem Playoff-Platz. Verlander schlug in dem Spiel fünf Batter aus und belegte damit zusammen mit Phil Niekro den 12. Platz der Strikeout-Liste aller Zeiten mit 3.342. Es war auch das vierte Mal, dass sich die Astros einen Platz in der Nachsaison bei einem Start von Verlander sicherten, seit Verlander 2017 zum Team wechselte. Für seine Bemühungen wurde Verlander in der Woche vom 25. September zum zehnten Mal in seiner Karriere als AL-Spieler der Woche ausgezeichnet – 1. Oktober, Veröffentlichung eines 2-0-Rekords mit einem ERA von 0,69 und 13 Strikeouts über 13 IP. Seit der Einführung der Auszeichnung im Jahr 1973 war Verlander der vierte Pitcher, der bis zu zehn Mal gewann. Verlander machte seinen 35. Karriere-Postseason-Start in Spiel 1 der ALDS, den zweitmeisten aller Zeiten hinter Andy Pettitte, warf sechs Shutout-Innings und trug dazu bei, die Astros zu einem 6:4-Sieg zu führen. Es war der sechste Postseason-Start ohne Runs in Verlanders Karriere, womit er mit Madison Bumgarner und Tom Glavine in der Allzeit-Bestenliste gleichzog.

### 2024
Verlander startete die Saison auf der 15-Tage-Verletztenliste, nachdem es während des Frühlingstrainings zu Komplikationen aufgrund einer Schulterentzündung gekommen war. Sein Saisondebüt gab er am 19. April, als er sechs Innings Two-Run-Baseball warf und den Astros zu einem 5:3-Sieg über die Washington Nationals verhalf. Verlander überholte auch Phil Niekro und belegte mit seinem 3.343. Strikeout in seiner Karriere den 12. Platz in der ewigen Strikeout-Liste.

## Privates
Seit 2014 ist er mit dem US-amerikanischen Model Kate Upton liiert, die er am 4. November 2017 in Italien heiratete. Das Paar hat eine Tochter (* 2018) und einen am 19. Juni 2025 geborenen Sohn.